# 劉伯生
劉伯生（1529年—1581年），字性甫，號大鶴，湖廣德安府孝感縣民籍，江西撫州府臨川縣人，明朝政治人物。

## 生平
嘉靖三十四年（1555年）乙卯科湖廣鄉試第四十二名舉人，四十四年（1565年）中式乙丑科會試第四十七名，三甲第一百六十名進士。都察院觀政，授上蔡縣知縣，四十五年（1566年）十一月調桐城縣知縣，隆慶三年（1569年）丁祖母憂。服闋，五年（1571年）二月起為廣平縣知縣，六年（1572年）十二月升南京吏部主事，養病，萬曆四年（1576年）五月起復原職，五年（1577年）二月養病，九年（1581年）卒。

## 家族
曾祖劉本旻；祖父劉寬德；父劉廷相，贈主事。母方氏（封安人）。弟劉伯燮（河南布政使司右參政）。